# Coppa del Malawi
La FDH Bank Knockout Cup, nota anche come Malawi FAM Cup, è la coppa calcistica nazionale del Malawi, istituita nel 2005 dalla Federazione calcistica del Malawi (FAM).

## Albo d'oro
- 2005 :  MTL Wanderers (1º)
- 2006 : Non disputata
- 2007 :  Silver Strikers (1º)
- 2008 :  Moyale Barracks (1º)
- 2009 :  Mighty Tigers (1º)
- 2010 :  Moyale Barracks (2º)
- 2011 :  Blue Eagles (1º)
- 2012 :  Mighty Wanderers (2º)
- 2013 :  Mighty Wanderers (3º)
- 2014 :  Silver Strikers (2º)
- 2015 :  CIVO Utd (1º)
- 2016 :  Mighty Wanderers (4º)
- 2017 :  Kamuzu Barracks (1º)
- 2018 :  Mighty Wanderers (5º)
- 2019 :  Blue Eagles (2º)
- 2020 : Non disputata
- 2021 :  Silver Strikers (3º)
- 2022 :  Big Bullets (1º)
- 2023 :  Big Bullets (2º)

## Vincitori
| Club             | Vittorie |
| ---------------- | -------- |
| Mighty Wanderers | 5        |
| Silver Strikers  | 3        |
| Moyale Barracks  | 2        |
| Big Bullets      | 2        |
| Blue Eagles      | 1        |
| Kamuzu Barracks  | 1        |
| CIVO Utd         | 1        |